# 零号火箭
零号火箭是日本私营航天科技公司星际科技正在开发的用于发射微型卫星的火箭。 截至 2020 年，他们的目标是在 2023 年左右进行首次发射。
火箭将从北海道太空港发射综合体-1 发射，该发射综合体计划建在北海道大树町的北海道太空港发射综合体-0（星际技术实验场）附近 。
此外，计划于 2025 年在大树町建设每年可进行 50 次的零号火箭发射的北海道宇宙发射中心 2 号发射场。 

## 概述
零號火箭的太陽同步軌道酬載重量為250公斤，低軌道酬載重量為800公斤。对于星际技术公司来说，这枚火箭有许多新颖的设计元素，如涡轮泵、集群发动机和多级发动机技术等。
星际技术公司的目标是将单发的发射成本控制在6亿日元以下，旨在降低卫星发射成本。

## 特征
星际技术公司决定以天然气作为零号火箭发动机燃料。
火箭的发动机是一台使用燃气发生器循环的枢轴型发动机。冷却系统采用再生冷却系统。
它是作为两级火箭研制的，第一级由位于中央的一个 60 千牛发动机和围绕它呈圆形排列的八个发动机组成，二级发动机则采一级发动机的真空兼容型组成。
另外，还可以在火箭末级上面增加一个加力器级。

### 主要规格一览表
| 级数 (Stage)      | 一级                    | 二级                      |
| ----------------- | ----------------------- | ------------------------- |
| 全長              | TBA                     | TBA                       |
| 外径              | 1.7 m                   | 1.7 m                     |
| 质量              | TBA                     | TBA                       |
| 发动机            | 60 kN级枢轴型发动机 × 9 | 真空型60 kN级枢轴型发动机 |
| 推進剂重量        | TBA                     | TBA                       |
| 推進剂            | 天然气液氧(LNG/LOX)     | 天然气液氧(LNG/LOX)       |
| 推力              | 540 kN                  | 60 kN                     |
| 有效燃烧時間      | TBA                     | TBA                       |
| 姿态控制方式      | TBA                     | TBA                       |
| 主要搭載 電子装置 | TBA                     | TBA                       |